# Urban Hammar
Urban Hammar (* 12. August 1961 in Falköping) ist ein ehemaliger schwedischer Fußballspieler, der zeitweise als Trainer tätig war. Derzeit arbeitet er in der Trainerausbildung.

## Werdegang
Hammar begann mit dem Fußballspielen bei Lerdala IF, ehe er über IS Heimer 1983 zu Örebro SK kam. Parallel zu seinem Studium an der Gymnastik- och idrottshögskolan lief er in den folgenden Jahren für den Klub in der zweiten Liga auf. 1984 scheiterte er mit der Mannschaft erst durch zwei Niederlagen in den Aufstiegsspielen zur Allsvenskan an Mjällby AIF. 1987 wechselte er zu AIK in die Allsvenskan. Im März verletzte er sich bei einem Vorbereitungsspiel, als er sich beim 3:1-Erfolg über IF Brommapojkarna den Arm brach. Nach seiner Genesung kam er am 28. Mai des Jahres beim 0:0-Unentschieden gegen IK Brage zu seinem Erstligadebüt. In der Woche nach dem Spiel bekam er Herzrhythmusstörungen, so dass er beschloss, seine aktive Laufbahn zu beenden.
Hammar wechselte auf die Trainerbank und übernahm den Drittligisten Karlslunds IF. Anschließend betreute er die unterklassigen Klubs Fjugesta IF und Arboga Södra IF und übernahm Aufgaben beim regionalen Fußballverband Örebros. 1995 kehrte er zu Karlslunds IF zurück, mit dem er in der zweiten Spielzeit in die Viertklassigkeit abstieg. Daraufhin zog er weiter zu KB Karlskoga. 1998 gelang der Aufstieg in die dritte Liga und trotz des Klassenerhalts ein Jahr später beendete er sein Engagement.
2001 kehrte Hammar zu Örebro SK zurück und arbeitete in der Folge im Jugendbereich des Klubs. 2005 übernahm er zusammen mit Patrick Walker die Zweitligamannschaft des Klubs. Nach zwei Spielzeiten verließ er abermals ÖSK und wechselte als Riksinstruktör zum Svenska Fotbollförbundet. Dort war er für die Trainerausbildung und Spielerentwicklung zuständig. Im Sommer 2007 kehrte er Trainer zu ÖSK zurück, da Patrick Walker entlassen worden war. Am Ende der Spielzeit konnte er den Klassenerhalt bewerkstelligen. Nachdem er dennoch nicht als Cheftrainer über die Spielzeit hinaus verpflichtet wurde, kehrte er zum Verband zurück. Für die Spielzeit 2009 unterschrieb er einen Vertrag bei Gefle IF. In Zusammenarbeit mit Per Olsson als Trainerduo hielt er den Klub erstmals in der Vereinsgeschichte längerfristig in der ersten Liga, wobei in der Spielzeit 2010 der Klassenerhalt erst in den Relegationsspielen gegen GIF Sundsvall gesichert wurde. Wenige Wochen nach Saisonende verließ er jedoch den Verein und kehrte als Riksinstruktör für Trainerausbildung zum schwedischen Verband zurück.